# 넋업샨
넋업샨(Nuck, 본명: 배한준, 1979년 9월 20일 ~ )는 대한민국의 래퍼이다. 또 다른 예명으로는 넋업샨의 줄임말인 Nuck으로 부르기도 한다. 기계치라는 4인조 팀의 형태로 클럽 마스터플랜에서 1999년 데뷔 후, I.F.의 멤버로 2007년 4월에 해체 전까지 활동하였다. 현재는 소울다이브의 멤버로 활발히 활동하고 있다. 소속 크루는 불한당이며, 2013년까지 스탠다트 소속이었다.

## 학력
- 한국국제대학교 경영학과

## 바이오그래픽

### 데뷔부터 I.F
넋업산(본명: 배한준) 1979년 9월 20일 대한민국 서울특별시에서 태어난 넋업샨는 1999년 기계치의 멤버로 데뷔를 하였다. 처음 데뷔때는 본명인 한준으로 활동하였으며, 1999 대한민국 앨범 수록곡 창에 그의 8마디가 실리기도 하였다. 2001년 기계치가 Infinite Flow로 바뀌면서 그의 이름은 현재와 같은 넋업사니로 바뀌었다. 또 비슷한 시기에 프로듀싱의 스타일을 점차 정립하면서 이밀라국거리라는 그 만의 프로듀서 이름을 만들고, Infinite Flow의 음악을 만들어나가기 시작하였다. 2001년에는 Master Plan이 레이블화하면서 Infinite Flow의 멤버로써 계약을 맺고, 2002년 EP Respect 4 Brotha가 발표되면서 이름을 알리게 되었다.
시간이 흐르면서 점차 메인스트림 적인 성격을 띠는 비즈니즈와 넋업샨는 차분하고 시적인 가사와 랩을 선보이기 시작하였다. 그 활동의 일환으로 크루 Nu Soul Classic의 멤버로써 각나그네와 Napow를 결성한 것 등이 있다. 이로 인해 잠시 비즈니즈와 넋업샨 불화설이 나돌기도 하였으나, 이는 I.F.의 첫 앨범이 2005년에 발표되면서 사그라들었다.

### 짧은 솔로 활동, 그리고 소울다이브
2007년 힙합플레이야에서 Chocolate Sounds라는 이름의 라디오 방송을 Minos와 함께 하기도 한 넋업사니는, 2007년 4월 Infinite Flow의 해체와 함께 Master Plan의 계약을 끝냈으며, 이후로 계속 무소속으로 활동하고 있다. 음악 활동을 잠시 쉬었던 비즈니즈와 넋업샨는 78 Blocks의 멤버로써의 활동과 더불어 Minos 등과 Speakin' Trumpet이라는 크루를 조직하여 다수의 앨범에 피쳐링 및 프로듀싱으로 참여하였다. 또, 강산여울이라는 래퍼와 함께 공연을 중심으로 활동하면서 앨범을 준비하고 있는 것으로 알려졌다. 강산여울과의 공동 공연은 2008년 9월 27일 UMF 무대까지 이어졌다.
2009년 그는 힙플라디오 방송 Chocolate Sounds를 통해 전 브라운 후드의 지토와 디테오 함께 소울다이브라는 팀을 조직했음을 발표하였으며, 프로젝트팀이 아니라 죽을때까지 할 팀일 것이라고 말하였다. 더불어 다음날 Souldive의 첫 발표물은 8~9월 중순에 나타날 것이라는 기사가 올라왔다. 이들의 앨범은 실제로 9월 중순 발매되었다.

### 소울다이브
넋업샨이 이끄는 그룹 소울다이브는 J2 Entertainment 소속으로 공연을 중심으로 한 활동을 펼치고 있다. 2010년 7월에는 같은 Speaking Trumpet 소속인 Born Kim과 함께 Ctrl-V 유닛 활동을 하였다. 2010년 말에는 가리온 2집에 피쳐링으로 참여한 곡이 앨범과 함께 공개되면서 이에 따른 공연 활동을 하였다.
한편, 그는 한국 콘서바토리에서 운영하는 음악 교육원 FnC 아카데미에서 랩/보컬 교수진에 합류하여 학생들을 가르치고 있다. Soul Dive는 현재 임재범 콘서트의 객원 래퍼 (게스트)로 전국 투어 중이며, 넋업샨은 대팔과 함께 "eeRM"이라는 영상 팀을 조직, Soul Dive 및 다른 가수들의 뮤직비디오 작업을 하고 있다. 2011년 가을에는 《우리들의 일밤》의 새 코너로 임재범이 주축이 된 프로그램 《바람에 실려》에 출연하여 첫 예능 나들이를 하였다.
2012년 이후 그는 디지털 싱글을 중심으로 소울다이브의 활동을 계속 이어나갔다. 2013년 1월에는 불한당에 합류하였으며, 곧이어 소울다이브가 Standart에 들어가면서 넋업샨도 Standart 소속이 되었다. 2013년 6월에는 두 번째 시즌으로 방영되는 힙합 오디션 프로그램 《SHOW ME THE MONEY》에 MC 메타 크루의 일원으로 심사위원 및 참여자의 자격으로 출연했으며, 최종 우승을 거머쥐었다.

## 논란

### 비즈니즈를 향한 디스
넋업샨는 2010년 7월 발표된 자신의 앨범 수록곡 〈불편한 진실〉을 통해 한때 같은 팀 멤버였던 멋쟁이를 디스하였다. 팬들은 아무런 전후 사정을 듣지 못한 상태에서 나온 이 디스곡에 대해 상당히 당황스럽다는 입장을 주로 보였으며, 곡에서는 어떤 특정 사건이나 음악성보다 그의 인간성을 문제 삼아 디스를 전개하고 있다. 이 곡은 곡 어디에도 넋업샨이란 언급은 없으나 가사 중 " 자연과 영혼을 등에 업고 평생 사기 치고 다녀라" (프로젝트 팀 Napow : nature power의 약자, 그리고 넋업샨이 "넋을 업고 사는 이"라는 뜻을 가진 것을 이용), "재결합을 원하는 이들에게 진실을 밝혀" 등의 가사에서 디스의 대상은 거의 확실하게 드러나고 있다.
이 곡에는 Swings도 참여하였으며, 그의 가사도 비난조로 써있으나 특별히 넋업샨을 겨냥한 가사는 아니다. 그러나 故 최진실의 자녀 이름을 가사에 인용한 것으로 이슈가 되었고 결국 이 곡이 서비스 중단되는 계기가 되었다.

## 이름
- Nuck는 "넋을 업고 사는 이"라는 뜻으로, 시인인 자신의 친구가 지어준 것이라고 한다. '넋업산', '넋업사니', '넋업샤니' 등 다양한 표기가 존재한다.